# Rupes Boris
Die Rupes Boris sind eine kleine Oberflächenstruktur auf der nordwestlichen Mondvorderseite am Westrand des Mare Imbrium, östlich des Kraters Delisle. Es handelt sich um keine Mondfurche, wie der Name eigentlich andeutet, sondern um einen Kamm, der zu den Ejekta des nahegelegenen Delisle gehört.
Östlich von Rupes Boris verläuft die Mondrille Rima Delisle, südlich die Rima Diophantus.
Die namentliche Bezeichnung der Struktur war ursprünglich nicht als offiziell gedacht. Sie wurde zusammen mit anderen inoffiziellen Bezeichnungen kleiner Oberflächenstrukturen aus der Topophotomap-Kartenserie der NASA von der IAU 1976 übernommen. Rupes Boris erscheint mit dieser Bezeichnung auf Topophotomap 39B2/S2.
Das Gleiche gilt für die kleinen, teils kaum auszumachenden Krater Boris (gewissermaßen Namensgeber für die Rupes), Gaston und Linda, die in unmittelbarer Nähe von Rupes Boris liegen.
Deren Namen erscheinen in einer Liste als Kraternamen vorgesehener männlicher und weiblicher Vornamen in den Proceedings der 16. Generalversammlung der IAU (Grenoble 1976).
| Name   | Position           | Durchmesser | Link |
| ------ | ------------------ | ----------- | ---- |
| Boris  | 30,52° N, 33,51° W | 2 km        |      |
| Gaston | 30,86° N, 33,98° W | 2 km        |      |
| Linda  | 30,67° N, 33,39° W | 1 km        |      |